# 戸佐眞弓
戸佐 眞弓（とさ まゆみ、1959年11月3日 - ）は、日本の医師、馬主。形成外科のまゆみクリニック院長。

## 経歴
1959年、千葉県に生まれる。1984年に東京女子医科大学を卒業したのち、同大学形成外科学教室非常勤講師となる。1995年11月、東京都港区の南青山にまゆみクリニックを開院。
2001年には、アジアでは初となる、塩を用いたケミカルピーリング治療を始めた。

## 馬主活動と所有馬

戸佐の勝負服

日本中央競馬会（JRA）に登録する馬主としても知られる。勝負服の柄は白、海老襷、海老袖、冠名は特に用いない。
医師になった当初から社台サラブレッドクラブの会員で、知人と共有して初の個人所有馬を持った時期と同時期には社台グループオーナーズにも加入、吉田照哉名義のローズギャラリーの共有馬主となっていた。

### 来歴
- 2002年 - 11月、馬主資格取得[1]。
- 2006年 - アストンマーチャンが小倉2歳ステークスを制し、重賞初制覇。
- 2007年 - アストンマーチャンがスプリンターズステークスを制し、GI競走初制覇[1]。

### 主な所有馬
- アストンマーチャン（2006年小倉2歳ステークス、2007年フィリーズレビュー、ファンタジーステークス、スプリンターズステークス）